# 김우형
김우형(1981년 4월 8일 ~ )은 대한민국의 배우이다.

## 학력
- 동북고등학교
- 서울예술대학 연극과
- KAI 한국예술원 연기뮤지컬과

## 출연 작품

### 뮤지컬
- 《그리스》- 대니 역, 동숭아트센터 동숭홀(2005년 10월 1일 ~ 2006년 1월 1일)
- 《지킬 앤 하이드》- 지킬 / 하이드 역, 국립극장 해오름극장(2006년 6월 24일 ~ 2006년 8월 15일)
- 《올슉업》- 채드 역, 충무아트홀 대극장(2007년 1월 30일 ~ 2007년 4월 22일)
- 《대장금》- 민정호 역, 예술의전당 오페라극장(2007년 5월 26일 ~ 2007년 6월 17일)
- 《대장금 - 대구》- 민정호 역, 대구 오페라하우스(2007년 7월 10일 ~ 2007년 7월 22일)
- 《대장금》- 민정호 역, 세종문화회관 대극장(2007년 8월 25일 ~ 2007년 9월 9일)
- 《컨페션》- 이주현 역, 충무아트홀 소극장 블루(2007년 11월 6일 ~ 2008년 2월 3일)
- 《나쁜녀석들》- 로렌스 역, 두산아트홀 연강홀(2008년 3월 11일 ~ 2008년 5월 12일)
- 《쓰릴 미》- 네이슨 레오폴드 나 역, 충무아트홀 중극장 블랙(2008년 6월 28일 ~ 2008년 10월 12일)
- 《지킬 앤 하이드》- 지킬 하이드 역, 엘지아트센터(2008년 11월 11일 ~ 2009년 2월 22일)
- 《쓰릴 미》- 지킬 하이드 역, 엘지아트센터(2008년 11월 11일 ~ 2009년 2월 22일)
- 《지킬 앤 하이드 - 대전》- 지킬 하이드 역, 대전 문화예술의전당(2009년 3월 20일 ~ 2009년 3월 22일)
- 《지킬 앤 하이드 - 대구》- 지킬 하이드 역, 대구 오페라하우스(2009년 4월 10일 ~ 2009년 4월 12일)
- 《지킬 앤 하이드 - 고양》- 지킬 하이드 역, 고양아람누리 아람극장(2009년 6월 5일 ~ 2009년 6월 14일)
- 《지킬 앤 하이드 - 이천》- 지킬 역, 이천아트홀 대공연장(2009년 6월 27일 ~ 2009년 6월 28일)
- 《달콤한 나의 도시》- 위치 역, 국립중앙박물관 극장 용(2009년 11월 13일 ~ 2009년 12월 31일)
- 《2010 미스사이공 - 고양》- 존 역, 고양아람누리 아람극장(2010년 3월 13일 ~ 2010년 4월 4일)
- 《2010 미스사이공 - 성남》- 존 역, 성남아트센터 오페라하우스(2010년 4월 16일 ~ 2010년 5월 1일)
- 《2010 미스사이공》- 존 역, 충무아트홀 대극장(2010년 5월 14일 ~ 2010년 9월 12일)
- 《2010 미스사이공 - 인천》- 존 역, 인천종합문화예술회관 대공연장(2009년 9월 25일 ~ 2009년 10월 3일)
- 《지킬 앤 하이드》- 지킬/하이드 역, 샤롯데씨어터(2010년 11월 30일 ~ 2011년 8월 28일)
- 《아이다》- 라다메스 역, 성남아트센터 오페라하우스(2010년 12월 14일 ~ 2011년 3월 27일)
- 《지킬 앤 하이드 - 부산》- 지킬/하이드 역, 부산시민회관 대극장(2011년 9월 3일 ~ 2011년 9월 4일)
- 《지킬 앤 하이드 - 수원》- 지킬/하이드 역, 경기도문화의전당 행복한대극장(2011년 9월 17일 ~ 2011년 9월 18일)
- 《지킬 앤 하이드 - 고양》- 지킬/하이드 역, 고양어울림누리 어울림극장(2011년 9월 24일 ~ 2011년 9월 25일)
- 《지킬 앤 하이드 - 청주》- 지킬/하이드 역, 청주예술의전당 대공연장(2011년 10월 1일 ~ 2011년 10월 2일)
- 《지킬 앤 하이드 - 대구》- 지킬/하이드 역, 대구계명아트센터(2011년 10월 14일 ~ 2011년 10월 16일)
- 《미스사이공 - 대구》- 존 역, 대구계명아트센터(2011년 11월 25일 ~ 2012년 1월 1일)
- 《미스사이공 - 울산》- 존 역, 울산문화예술회관 대공연장(2012년 1월 27일 ~ 2012년 2월 12일)
- 《미스사이공 - 대전》- 존 역, 대전문화예술의전당 아트홀(2012년 3월 3일 ~ 2012년 3월 24일)
- 《미스사이공 - 부산》- 존 역, 부산문화회관 대극장(2012년 4월 5일 ~ 2012년 4월 29일)
- 《번지점프를 하다》- 인우 역, 블루스퀘어홀 삼성카드홀(2012년 7월 14일 ~ 2012년 9월 2일)
- 《레미제라블 - 용인》- 앙졸라 역, 용인 포은아트홀(2012년 11월 3일 ~ 2012년 11월 25일)
- 《레미제라블 - 대구》- 앙졸라 역, 대구 계명아트센터(2012년 12월 7일 ~ 2013년 1월 20일)
- 《레미제라블 - 부산》- 앙졸라 역, 센텀시티 소향씨어터 롯데카드홀(2013년 2월 1일 ~ 2013년 3월 3일)
- 《레미제라블》- 앙졸라 역, 블루스퀘어 삼성전자홀(2013년 4월 6일 ~ 2013년 9월 1일)
- 《삼색 콘서트》- 한전아트센터(2013년 9월 26일)
- 《고스트》- 샘 위트 역, 디큐브아트센터(2013년 11월 24일 ~ 2014년 6월 29일)
- 《조로》- 조로/디에고 역, 충무아트홀 대극장(2014년 8월 27일 ~ 2014년 10월 26일)
- 《조로 - 성남》- 조로/디에고 역, 성남아트센터 오페라하우스(2014년 12월 5일 ~ 2015년 1월 3일)
- 《아리랑》- 양치성 역, LG아트센터(2015년 7월 11일 ~ 2015년 9월 6일)
- 《레미제라블 - 대구》- 자베르 역, 대구 계명아트센터(2015년 10월 21일 ~ 2015년 11월 15일)
- 《레미제라블》- 자베르 역, 블루스퀘어 삼성전자홀(2015년 11월 28일 ~ 2016년 3월 6일)
- 《아이다》- 라다메스 역, 샤롯데씨어터(2016년 11월 3일 ~ 2017년 3월 18일)
- 《신과 함께 저승 편》- 강림 역, 예술의전당 CJ토월극장(2017년 6월 30일 ~ 2017년 7월 22일)
- 《아리랑》- 양치성 역, 예술의전당 오페라극장(2017년 7월 25일 ~ 2017년 9월 3일)
- 《모래시계》- 태수 역, 충무아트센터 대극장(2017년 12월 5일 ~ 2018년 2월 11일)
- 《신과 함께 저승 편》- 강림 역, 예술의전당 CJ토월극장(2018년 3월 27일 ~ 2018년 4월 15일)
- 《마틸다》- 아가사 트런치불 역, LG 아트센터(2018년 9월 6일 ~ 2019년 2월 10일)
- 《안나 카레니나》- 알렉세이 브론스키 역, 블루스퀘어 인터파크홀(2019년 5월 17일 ~ 2019년 7월 14일)
- 《아이다》- 라다메스 역, 블루스퀘어 인터파크홀(2019년 11월 16일 ~ 2020년 2월 23일)
- 《고스트》- 샘 위트 역, 디큐브아트센터(2020년 10월 6일 ~ 2021년 3월 14일)
- 《하데스타운》- 하데스 역, LG 아트센터(2021년 8월 24일 ~ 2022년 2월 27일)

### 수상 및 후보
| 연도 | 시상식         | 부문            | 작품           | 결과 |
| ---- | -------------- | --------------- | -------------- | ---- |
| 2007 | 더뮤지컬어워즈 | 남자배우 신인상 | 지킬 앤 하이드 | 수상 |
| 2011 | 한국뮤지컬대상 | 남자배우 주연상 | 아이다         | 수상 |